# Stoholm Idrætsforening
Stoholm Idrætsforening er en idrætsforening fra Stoholm i Midtjylland. Foreningen blev startet i 1921.
Klubben tilbyder fodbold og håndbold.

## Håndbold
Stohold IF Håndbold er klubbens håndboldhold, der blandt andet har et hold i 1. division for herrerne.

## Fodbold
Stoholm IF Fodbold spiller i de lavere lokale serie-rækker under DBU Jylland.